# Intellectual dark web

« Intellectual dark web » (IDW) est un terme utilisé par un groupe informel d'experts pour se référer à eux-mêmes et à d'autres commentateurs alliés qui s'opposent à ce qu'ils croient être la domination de la politique identitaire, du politiquement correct, de la politique partisane et de l’Establishment dans l'enseignement supérieur et les médias d'information. Le terme compare métaphoriquement l'opposition à l'opinion dominante à ce qui se trouve illicitement sur le dark web. Le terme a été inventé par Eric Weinstein et popularisé dans un éditorial de Bari Weiss en 2018,.
L’appellation choisie par Weinstein a rencontré une réponse mitigée, notamment sur l'affirmation selon laquelle les membres sont censés être réduits au silence ou marginalisés, bien qu'ils soient des personnalités publiques de premier plan. Les sources diffèrent sur la nature de l'IDW, certains le décrivant comme la gauche « anti-Woke », et d'autres comme diverse idéologiquement, mais néanmoins unie contre des principaux adversaires provenant principalement des progressistes ou de la gauche, y compris le postmodernisme, le post-structuralisme, le marxisme et le politiquement correct.

## Origine et usage
Le mathématicien et investisseur en capital-risque Eric Weinstein a déclaré que lorsqu'il a inventé le terme, il « plaisantait à moitié »,. Cela s'est produit après que le frère de Weinstein, le biologiste Bret Weinstein, a été contraint de démissionner en 2017 de son poste de professeur de biologie à Evergreen State College en réponse aux protestations contre sa critique d'un événement sur le campus, qui demandait aux étudiants blancs de rester hors du campus, par opposition à la précédente tradition annuelle d'étudiants noirs s'absentant volontairement. Le site Internet Big Think a fait valoir que d'autres controverses, remontant à 2014, devraient également être considérées comme des antécédents de l'IDW. Celles-ci incluent un débat entre Sam Harris et Ben Affleck dans le show télévisée de Bill Maher, l'interview de Jordan Peterson par Cathy Newman (en) sur Channel 4 News en janvier 2018, et la publication de La chambre d'écho idéologique de Google par James Damore, chacune liée à des sujets controversés tels que l'extrémisme islamique et les politiques de diversité au travail.
Le terme a gagné du terrain après qu'un article d'opinion de mai 2018 rédigé par la journaliste Bari Weiss a été publié dans le New York Times intitulé « Meet the Renegades of the Intellectual Dark Web » (« Faites connaissance avec les rénégats de l'Intellectual Dark Web »). Weiss a qualifié les individus qu'elle a nommés comme étant associés à l'intellectuel dark web de « penseurs iconoclastes, renégats universitaires et personnalités des médias », qui ont été « purgés des institutions qui sont devenues de plus en plus hostiles à la pensée peu orthodoxe », et qui ont plutôt adopté les médias sociaux, le podcasting, la prise de parole en public et autres lieux alternatifs en dehors des « anciens médias »,. Weiss a déclaré que « le Intellectual Dark Web [est] un terme inventé à moitié en plaisantant par M. Weinstein ».

## Critique
L'article de Weiss a suscité un certain nombre de critiques. Jonah Goldberg, dans le National Review, a déclaré que « le label est un peu surfait », écrivant qu'il lui a paru comme « un label marketing - et pas nécessairement un bon: [...] il me semble que ce truc IDW n'est pas en fait un mouvement intellectuel. C'est juste une coalition de penseurs et de journalistes qui partagent le mépris des gardiens de l'orthodoxie libérale ». Le politologue Henry Farrell (en), dans Vox, a exprimé son incrédulité quant au fait que le commentateur politique conservateur Ben Shapiro ou le neuroscientifique Sam Harris, qui prétendaient tous deux faire partie de l'Intellectual Dark Web de Weiss, pouvaient être décrits comme purgés ou réduits au silence. Paul Krugman, chroniqueur au New York Times, a noté l'ironie de la revendication d'être oppressé intellectuellement par le grand public, tout en publiant dans le Times, ainsi que dans les journaux les plus en vue du pays. David A. French a soutenu que beaucoup de critiques n'étaient pas pertinentes et confirmaient plutôt par inadvertance « la nécessité d'un mouvement de libre-penseurs intellectuels ».
En 2019, une étude de l'UFMG a trouvé un schéma de migration des téléspectateurs qui commentent des vidéos YouTube, des commentaires sur les clips associés à l'IDW et à l'alt-lite (« alt-léger ») aux commentaires sur des vidéos plus à droite et/ou alt-right américaine. L'étude a examiné plus de 331 000 vidéos qu'un algorithme avait classées comme de droite, a analysé 79 millions de commentaires YouTube et a trouvé un groupe qui a migré des canaux IDW vers les canaux alt-lite, puis vers les canaux alt-right. Les individus qui laissent des commentaires sur les canaux IDW sont plus susceptibles d'évoluer vers les canaux alt-right après quelques années que le groupe témoin. Les auteurs de l'étude ont déclaré qu'ils n'avaient pas l'intention de « pointer du doigt » mais plutôt d'attirer l'attention sur les effets induit par l'algorithme de recommandation de YouTube, le qualifiant de « processus pas entièrement algorithmique »,,.

## Personnes associées
Selon Bari Weiss, les individus associés à l'intellectuel dark web comprennent, :
- Camille Paglia

- Ayaan Hirsi Ali
- Carl Benjamin
- Jonathan Haidt
- Sam Harris
- Heather Heying
- Claire Lehmann
- Douglas Murray
- Maajid Nawaz
- Jordan Peterson
- Steven Pinker
- Joe Rogan
- Dave Rubin
- Ben Shapiro
- Lindsay Shepherd (en)
- Michael Shermer
- Debra W. Soh
- Christina Hoff Sommers
- Bret Weinstein
- Eric Weinstein

Autres individus associés à l'« intellectuel dark dark étendu », parfois aussi appelés « intellectual deep web » :
- Alexander Beiner
- David Fuller
- Jordan Hall
- Daniel Smachtenberger
- John Vervaeke

Bien que ceux associés à l'IDW critiquent principalement la gauche politique, « certains prétendent pencher à gauche, d'autres à droite »,. La critique contre l'IDW vient principalement de la gauche et son soutien de droite. Le Guardian décrit l'IDW comme « d'étranges compagnons de lit » (Strange Bedfellows) qui constituent néanmoins la « supposée aile pensante de l'alt-right », malgré le fait que de nombreuses personnes associées expriment à maintes reprises leur mépris pour l'alt-right, y compris le commentateur politique conservateur Ben Shapiro, qui est fréquemment la cible d'attaques antisémites issues de l'alt-right. La Los Angeles Review of Books (en) décrit les membres comme s'identifiant à la fois à la gauche et à la droite, mais unis contre les « principaux adversaires » venant principalement de la gauche, notamment le post-modernisme, le post-structuralisme, le marxisme et le politiquement correct en général, mais également contre « l'alt-right néo-fasciste ». De plus, les membres se prononcent régulièrement contre la politique identitaire, que ce soit de la gauche progressiste ou de l'alt-right.
Des caractérisations de l'alt-right, comme celle avancée par le Guardian, ont été rejetées par d'autres membres de l'IDW, comme le média Quillette, fondé par Claire Lehmann et décrit par Politico comme le « condensé non officiel » de l'IDW. Citant Sam Harris et Daniel Miessler, ils soutiennent que la majorité des membres les plus éminents de l'IDW ont une inclinaison à gauche sur la plupart des questions politiques, même s'ils incluent également un certain nombre d'éminents conservateurs qui ne le font pas,.
En ce qui concerne l'organisation de l'IDW, le politologue Daniel W. Drezner (en) a observé qu'elle est essentiellement sans leader et peut être individuellement redevable à son public et incapable de faire avancer un programme cohérent. Certains écrivains, dont Cathy Young, ont exprimé leur incertitude quant à leur appartenance au Intellectual Dark Web. Pour sa part, l'historienne de la médecine et des sciences Alice Dreger a exprimé sa surprise en apprenant qu'elle était membre de l'IDW. Après avoir été invitée à faire l'objet d'un profil dans l'article du New York Times, elle a déclaré qu'elle « n'avait aucune idée de qui était la moitié des membres de ce réseau spécial. Les quelques personnes du Intellectual Dark Web que j'avais rencontrées, je ne les connaissais pas très bien. Comment pourrais-je faire partie d'une puissante alliance intellectuelle alors que je ne connaissais même pas ces gens? ».

## Voir également